# Durban City Football Club
O Durban City era um clube de futebol sul-africano com sede na cidade de Durban.  Formado em 1959 por Norman Elliott ,  o clube foi dissolvido em 1988.

## História
O clube foi fundado em novembro de 1959.
No final de 2008, o empresário de Durban e ex-jogador jovem Glen Adams começou a falar sobre o renascimento do antigo clube de glamour.  O clube foi registrado em 2009 na Associação de Futebol da África do Sul e estará ativo na temporada de 2009, embora nas ligas amadoras de juniores a seniores.

## Títulos
| NACIONAIS | NACIONAIS             | NACIONAIS | NACIONAIS                            |
|           | Competição            | Títulos   | Temporadas                           |
| --------- | --------------------- | --------- | ------------------------------------ |
|           | Premier Soccer League | 9         | 1959, 1961, 1970, 1972, 1982, 1983 . |